# Garness (Band)
Die Band Garness ist ein norwegisches Musikduo, das aus den beiden Zwillingsschwestern Ingelin Reigstad Norheim und Hildegunn Garnes Reigstad (* 1984) besteht.
Beide stammen aus der Stadt Holsnøy nördlich von Bergen. Seit einiger Zeit sind die beiden auch ein fester Bestandteil der Band von Marit Larsen.

## Diskografie
- The Good or Better Side of Things (2008)
- Barnet i krybben (2009)
- Canyons And Mountaintops (2017)